# She’s Out of My Life
«She’s Out of My Life» (с англ. — «Она ушла из моей жизни») — четвёртый сингл из пятого студийного альбома американского музыканта Майкла Джексона Off the Wall. Была выпущена на лейбле Epic Records в апреле 1980 года. Композиция была написана Томом Балером и спродюсирована Куинси Джонсом.
Когда песня заняла десятую строчку в американском чарте Billboard Hot 100, музыкант стал первым сольным исполнителем, чьи четыре сингла из одного альбома пробились в десятку национального хит-парада. Композиция сопровождалась видеоклипом, в котором Джексон исполняет «She’s Out of My Life», сидя на стуле. Песня получила платиновый сертификат в США.

## История создания и особенности композиции
Песня была написана Томом Балером и была посвящена его личным чувствам и переживаниям. Куинси Джонс первоначально планировал отдать её Фрэнку Синатре. Хотя Майкл Джексон с детства отличался способностью передавать своим исполнением взрослые чувства, продюсер сомневался, подойдёт ли композиция с такой зрелой эмоцией молодому певцу.
Балер написал «She’s Out of My Life» под впечатлением от расставания с любимой женщиной. Для Джексона песня приобрела другой смысл, в своей автобиографии музыкант писал: «Я отгорожен от людей обманчиво низкими барьерами. Кажется, что преодолеть их очень легко, но всё же они продолжают существовать, а предмет моих желаний со временем исчезает вдали». Текст композиции оказывал на певца настолько сильное эмоциональное воздействие, что во время записи в самом конце он не мог сдержать слёз. Джонс вспоминал, что было сделано 8 или 10 дублей, и все они заканчивались одинаково, в альбом вошёл первый из них. «She’s Out of My Life» — композиция медленного темпа, написанная в тональности ми мажор. Балер рассказывал, что не смог записать музыку в подходящей для Джексона тональности так, чтобы она передавала смысл его исполнения. Ему пришлось отдать свою версию музыкантам в первоначальном варианте. «Когда я услышал законченную версию песни, я подумал: „О Боже, она звучит практически как моя“», — вспоминал Балер. Демоверсия песни вошла во второй компакт-диск посмертного альбома Джексона This Is It.

## Выпуск сингла и реакция критиков
«She’s Out of My Life» была выпущена в качестве четвёртого сингла из альбома Джексона Off the Wall 18 апреля 1980 года. Когда песня заняла десятую строчку в американском чарте Billboard Hot 100, музыкант стал первым сольным исполнителем, чьи четыре сингла из одного альбома пробились в десятку национального хит-парада. Песня стала третьей в Великобритании и четвёртой в Ирландии. Сингл получил платиновый сертификат от RIAA. Композиция сопровождалась видеоклипом, в котором Джексон исполняет «She’s Out of My Life», сидя на стуле. Режиссёр Брюс Гауэрс вспоминал, что певец был очень эмоционален на съёмках: «Я беспокоился, что он расплачется прямо в кадре. Хотя, наверное, было бы замечательно запечатлеть его слёзы на плёнку». Ролик вошёл в сборник видеоклипов Джексона Michael Jackson’s Vision.
В журнале Rolling Stone отметили то, насколько дерзко певец использует тенор и фальцет в этой драматичной композиции, чтобы передать все эмоции. Критик портала AllMusic писал, что такие баллады хорошо демонстрируют талант Джексона как вокалиста. Обозреватель журнала The Root посчитал «She’s Out of My Life» одной из самых зрелых и влиятельных композиций музыканта в вокальном плане.

## Концертное исполнение
Впервые «She’s Out of My Life» вошла в сет-лист в 1981 году в туре группы The Jacksons Triumph Tour, исполнение песни на этом турне вошло в концертный альбом коллектива The Jacksons Live!. Кроме того Джексон исполнял в турне Victory Tour и на своих сольных мировых турах Bad World Tour и Dangerous World Tour. Выступления были изданы на DVD: Live at Wembley July 16, 1988 и Live in Bucharest: The Dangerous Tour.
Обычно во время сценического исполнения песни Джексон звал к себе на сцену одну из зрительниц. Прежде чем закончить песню, он часто выдерживал паузу, чтобы «проплакаться».

## Список композиций синглов
- 7" (номер в каталоге Epic Records — 9-50871)[25]

| №  | Название               | Длительность |
| -- | ---------------------- | ------------ |
| 1. | «She’s Out of My Life» | 3:36         |

| №  | Название           | Длительность |
| -- | ------------------ | ------------ |
| 2. | «Get on the Floor» | 4:37         |

- 7" (номер в каталоге Epic Records — EPC 8384)[25]

| №  | Название               | Длительность |
| -- | ---------------------- | ------------ |
| 1. | «She’s Out of My Life» | 3:36         |

| №  | Название                        | Длительность |
| -- | ------------------------------- | ------------ |
| 2. | «Push Me Away» (с The Jacksons) | 4:16         |

## Участники записи
- Майкл Джексон — вокал
- Том Балер[англ.] — текст, музыка
- Льюис Джонсон[англ.] — бас-гитара
- Ларри Карлтон — гитара
- Грег Филлингейнс[англ.] — электрическое фортепиано
- Джонни Мэндел — аранжировка струнных
- Геральд Винчи — концертмейстер

## Позиции в хит-парадах
| Хит-парад (1980) | Высшая позиция |
| ---------------- | -------------- |
| Австралия        | 17             |
| Великобритания   | 3              |
| Ирландия         | 4              |
| Канада           | 15             |
| Нидерланды       | 13             |
| Новая Зеландия   | 6              |
| США (Hot 100)    | 10             |

| Хит-парад (1980)                           | Позиция |
| ------------------------------------------ | ------- |
| США (Billboard Adult Contemporary Singles) | 40      |
| США (Billboard Top Popular Singles)        | 65      |